# Гордана Брајовић
Гордана Брајовић (Суботинац, 3. октобар 1937 — Београд, 17. јул 1996) била је српска новинарка и писац прозе и песама за децу.

## Биографија
Рођена је 3. октобра 1937. године у Суботинцу код Алексинца. У завичајном Алексинцу завршила је основну школу и гимназију, а Светску књижевност дипломирала на Филолошком факултету у Београду. У време школовања уређивала је листове „Средњошколац”, „Студент”, „Младост”. По завршеним студијама радила је као новинар, а највећи део свог радног века провела је као репортер Вечерњих новости.
После њене смрти у Алексинцу је покренута песничка манифестација са именом Гордане Брајовић, а с циљем да се покрену млади ставраоци у различитим жанровима писања. До сада су у манифестацији, поред деце из Србије, учествовала и деца из дијаспоре.

## Дела
Објављено је девет књига њених стихова и прозе за децу.
- Кишобран за двоје, поезија, БИГЗ Београд, 1975.
- Босоноги лептир, Grafos Београд, 1975.
- Филип, ја и хор трешања, Дневник Нови Сад, 1982.
- Индија, Индија! поезија, Научна књига Београд, 1988.
- Андрић и Милица, БМГ Београд, 1997.
- Љубавна шума, поезија, Центар за културу и уметностБеоград, Вечерње новости, Алексинац, 1997.
- То сам ја, поезија, Народна књига - Алфа, Београд, 2004.[3]
- Пољуби ме љубичасто: песме, поезија, Књижевна заједница "Вељко Видаковић", Ниш, 2004
- Док трчим боса, БМГ, Београд, 1997.